# Heinz Dobler (Informatiker)
Heinz Dobler (* 13. Februar 1962 in Schärding, Österreich) ist ein österreichischer Informatiker.

## Leben
Dobler besuchte von 1968 bis 1976 die Volks- und Hauptschule in Schärding, anschließend die Handelsakademie und schloss diese 1981 mit der Matura ab. Von 1981 bis 1986 absolvierte er das Diplomstudium Informatik an der Johannes Kepler Universität (JKU) in Linz.
Ab 1987 war er Lektor an der JKU und von 1987 bis 1993 zuerst wissenschaftlicher Mitarbeiter dann (Universitäts-)Assistent am Institut für Informatik (Leiter Peter Rechenberg). 1993 schloss er sein Doktoratsstudium mit der Promotion ab. Von 1994 bis 1995 war er wissenschaftlicher Mitarbeiter am Christian-Doppler-Laboratorium für Methoden und Werkzeuge des Software Engineering (Leiter Gustav Pomberger).
1994 wurde er Lektor an der Fachhochschule Oberösterreich am Campus Hagenberg im Studiengang Software Engineering. Ein Jahr später, 1995, wurde er hauptberuflich Lehrender und 2001 schließlich FH-Professor an dieser Einrichtung. Von 2006 bis 2014 war er Leiter des Master-Studiengangs Software Engineering, seit 2014 ist er Leiter des Bachelor-Studiengangs Software Engineering.

## Werke (Auswahl)
- Algorithmen und Datenstrukturen. Pearson Studium, München 2008, ISBN 978-3-8273-7268-0 (zusammen mit Gustav Pomberger).
- Crosscompiler am Beispiel der Übersetzung von FORTRAN nach ADA. Trauner, Linz 1994, ISBN 3-85320-671-9 (zugl. Dissertation, Universität Linz 1993)